# Satyrus dublitzkyi
Satyrus dublitzkyi är en fjärilsart som beskrevs av Bang-haas 1927. Satyrus dublitzkyi ingår i släktet Satyrus och familjen praktfjärilar. Inga underarter finns listade.